# Póvoa (Lamego)
Póvoa é uma aldeia portuguesa do concelho de Lamego. Situada no sopé do monte de Ufe, a Póvoa pertencente à freguesia de Vila Nova do Souto d’El-Rei

## História[1]
Em toda a freguesia, deixaram marcas vários povos antigos: lusitanos, celtas, romanos, suevos, visigodos e muçulmanos. A atestar o domínio dos suevos e visigodos (povos germanos) está, entre muitos outros, o nome precisamente pelo qual é designada o núcleo primitivo que deu origem à freguesia: Uma “Vila” ou propriedade rústica pertencente a um tal Maddo – vila Maddonis, nome germânico latinizado, que aparece já em documentos do século VII ou VI. Nome de origem germânica (suevo-visigótica) é também o do monte de Ufe, situado a sul da nossa Póvoa. Segundo uma lenda popular, teria vivido um guerreiro suevo ou visigodo de nome Wulf, morto possivelmente em luta contra os romanos. Mas também pode ser que o nome designe um sítio povoado de lobos – Wolf quer dizer lobo.
Todos os lugares que hoje fazem parte da freguesia de Vila Nova do Souto d’El-Rei, excepto o de Lamelas que nessa altura fazia parte da freguesia de Penude, pertenciam no sec XII à Sé de Lamego. Junto com o nome de Ajuvandes, aparece em documentos do século XIII o nome de Santa Cruz. Nome este de uma ermida com esta invocação, certamente anterior ao século XII, ao pé da qual se viria a formar uma pobra, quer dizer um “pequeno povo”, com esse mesmo nome de Santa Cruz, mas que posteriormente é chamado Póvoa. Esta ermida deve ter existido no mesmo sítio onde está hoje a capela da Póvoa (do século XVII) no lugar ainda hoje conhecido por Santa Cruz. Não obstante a aparente insignificância da actual capela da Póvoa –“ermida de Santa Cruz” ela gozava na Idade Média de uma certa aura e importância. O que se pode deduzir do facto de o bispo de Lamego, D.Gonçalo ter doado, em 1418, umas casas ao cabido da Sé, para este ir todos os anos à dita capela celebrar as festas da Invenção e Exaltação da Santa Cruz (3 de Maio e 14 de Setembro). Costume este que se manteve até ao fim do século XIX. Nestes dias segundo dizem os antigos, era costume irem em procissão desde a dita capela até ao cimo do monte de Ufe (até ao picoto).
Das “Inquisições” de D. Afonso III (1258) se deduz que a maior parte das terras de Santa Cruz (Póvoa) eram “reguengas”, quer dizer, do senhorio do rei e andavam aforadas a certas “fogueiras” de Lamego e seu termo. Diziam-se “fogueiras” grandes casais cujos proprietários (ditos cabeceies ou cabeças de fogueira) eram obrigados a pagar ao rei ou ao senhor da terra determinado foro, geralmente em géneros.
A capela de Santa Cruz - hoje de Nª Sº do Pranto - no lugar da Póvoa (do século XVII) possui um belíssimo retábulo barroco, em talha dourada (mas da qual o douramento desapareceu quase por completo). Na Póvoa, no sítio das Ribas, assente sobre um enorme penedo, ergue-se o chamado “Cruzeiro dos Centenário”, levantado em 1940, por ocasião do terceiro centenário da fundação e independência de Portugal.
A população, gente simples, humilde e hospitaleira, vivia da agricultura e criação de gado"

## Localização
Situada no sopé do monte de Ufe, a Póvoa proporciona grande paz e sossego, beneficiando ainda do seu ar puro e das suas águas refrescantes.

## Festas e Romarias
- Festa em honra da padroeira Nossa Senhora do Pranto (Agosto)

## Património
- Capela da Póvoa
- Parque de Merendas no Monte de Ufe